# Christopher Pike (scrittore)
Christopher Pike, pseudonimo di Kevin McFadden (New York, 12 novembre 1954), è uno scrittore statunitense autore di romanzi thriller rivolti a un pubblico di ragazzi e adolescenti.

## Biografia
Nato a New York, Pike è cresciuto in California dove vive tuttora. Abbandonato il college, ha lavorato come operaio in fabbrica, come imbianchino e come programmatore di computer. La sua carriera come scrittore è iniziata con romanzi di fantascienza rivolti a un pubblico adulto; questi suoi lavori non riscossero successo di pubblico, ma attirarono l'attenzione di un editore che gli suggerì di scrivere un thriller per ragazzi: il risultato è stato Slumber Party (1985), che racconta di un gruppo di teenager coinvolto in una serie di bizzarri e violenti eventi durante un fine settimana in montagna. Successivamente Pike ha pubblicato Weekend e Chain Letter. Tutti e tre i romanzi citati sono stati dei best seller.
Altri suoi lavori di successo sono stati The Last Vampire (una serie di sei libri), Final Friends Trilogy, Remember Me (una trilogia), The Lost Mind, Witch, Whisper of Death, Alosha, The Shaktra, The Yanti, Bury Me Deep, The Tachyon Web e Fall into Darkness. Nel 1996, è stato fatto un adattamento televisivo di Fall into Darkness ad opera del regista Mark Sobel, con Tatyana Ali nei panni di Sharon e Jonathan Brandis in quelli di Chad.
McFadden è anche autore della popolare serie per ragazzi Spooksville e di molti racconti per adulti: Sati, The Season of Passage, The Listeners, The Cold One, The Blind Mirror e Falling.
Nonostante i suoi romanzi siano principalmente conosciuti come thriller, spesso sono più focalizzati sulla fantascienza, lo spiritismo e il giallo. Nelle sue storie sono inoltre frequenti i riferimenti alla mitologia greca, alla religione dell'antico Egitto e alle divinità induiste.

## Opere

### Romanzi per ragazzi
- Amiche Per La Pelle (Slumber Party) (1985)
- Weekend (Weekend) (1986)
- La morte arriva per posta (Chain Letter) (1986)
- The Tachyon Web (1986)
- Ultimo atto (Last Act) (1988)
- L'avvoltoio (Spellbound) (1988)
- Final Friends 1: The Party (1988)
- Final Friends 2: The Dance (1988)
- Gimme a Kiss (1988)
- Ricordati di me (Remember Me) (1989)
- Final Friends 3: The Graduation (1989)
- Scavenger Hunt (1989)
- Sotto accusa (Fall into Darkness) (1990)
- See You Later (1990)
- Witch (1990)
- Whisper of Death (1991)
- Die Softly (1991)
- Bury Me Deep (1991)
- The Ancient Evil: Chain Letter 2 (1992)
- Master of Murder (1992)
- Monster (Monster) (1992)
- Road to Nowhere (1993)
- L'eterno nemico (The Eternal Enemy) (1993)
- The Immortal (1993)
- The Wicked Heart (1993)
- La morte può attendere (Remember Me 2: The Return) (1994)
- L'ultimo vampiro (The Last Vampire) (1994)
- Sangue di tenebra (The Last Vampire 2: Black Blood) (1994)
- The Midnight Club (1994)
- Ancora tra noi (Remember Me 3: The Last Story) (1995)
- Dadi scarlatti (The Last Vampire 3: Red Dice) (1995)
- The Lost Mind (1995)
- The Visitor (1995)
- Fantasmi (The Last Vampire 4: Phantom) (1996)
- Madre nera (The Last Vampire 5: Evil Thirst) (1996)
- Creature dell'eternità (The Last Vampire 6: Creatures of Forever) (1996)
- The Starlight Crystal (1996)
- The Star Group (1997)
- Execution of Innocence (1997)
- Hollow Skull (1998)
- Magic Fire (1999)
- The Grave (1999)
- The Last Vampire 7: The Eternal Dawn (2010)
- The Last Vampire 8: The Shadow of Death (2011)
- The Last Vampire 9: The Sacred Veil (2013)

### Racconti brevi
- Thirteen: 13 Tales of Horror by 13 Masters of Horror - un'antologia con racconti di diversi autori (1991)
- Tales of Terror #1 (1997)
- Tales of Terror #2 (1998)
- 666: The Number of the Beast - un'antologia contenente il racconto di Pike intitolato Saving Face (2007)

### Romanzi per adulti
- Sati (1990)
- The Season of Passage (1992)
- The Listeners (1995)
- The Cold One (1995)
- The Blind Mirror (2003)
- Falling (2007)
- Thirst (2009)

### Altro
- Cheerleaders #2: Getting Even (1985)
- Terrore (Spooksville) (serie di 24 libri) (1995 - 1999) tra cui:
  1. The Secret Path (1995) - edito in Italia con il titolo Benvenuto Adam
  2. The Howling Ghost (1995) - edito in Italia con il titolo Lo spettro del faro
  3. The Haunted Cave (1995) - edito in Italia con il titolo La caverna degli orrori
  4. Aliens in the Sky (1995) - edito in Italia con il titolo La collina degli alieni
  5. The Cold People (1995) - edito in Italia con il titolo Il grande gelo
  6. The Witch's Revenge (1996) - edito in Italia con il titolo Sfida nel labirinto
  7. The Dark Corner (1996) - edito in Italia con il titolo La dimensione oscura
  8. The Little People (1996) edito in Italia con il titolo Il popolo del male
  9. The Wishing Stone (1996) - edito in Italia con il titolo La pietra dei desideri
  10. The Wicked Cat (1996) - edito in Italia con il titolo La gatta malefica
  11. The Deadly Past (1996) - edito in Italia con il titolo La morte viene dal passato
  12. The Hidden Beast (1996) - edito in Italia con il titolo Un mostro in agguato
- la serie di Alosha
  1. Alosha (2004)
  2. The Shaktra (2005)
  3. The Yanti (2006)
  4. Nemi (non ancora pubblicato)